# Gefüllte Zwiebel

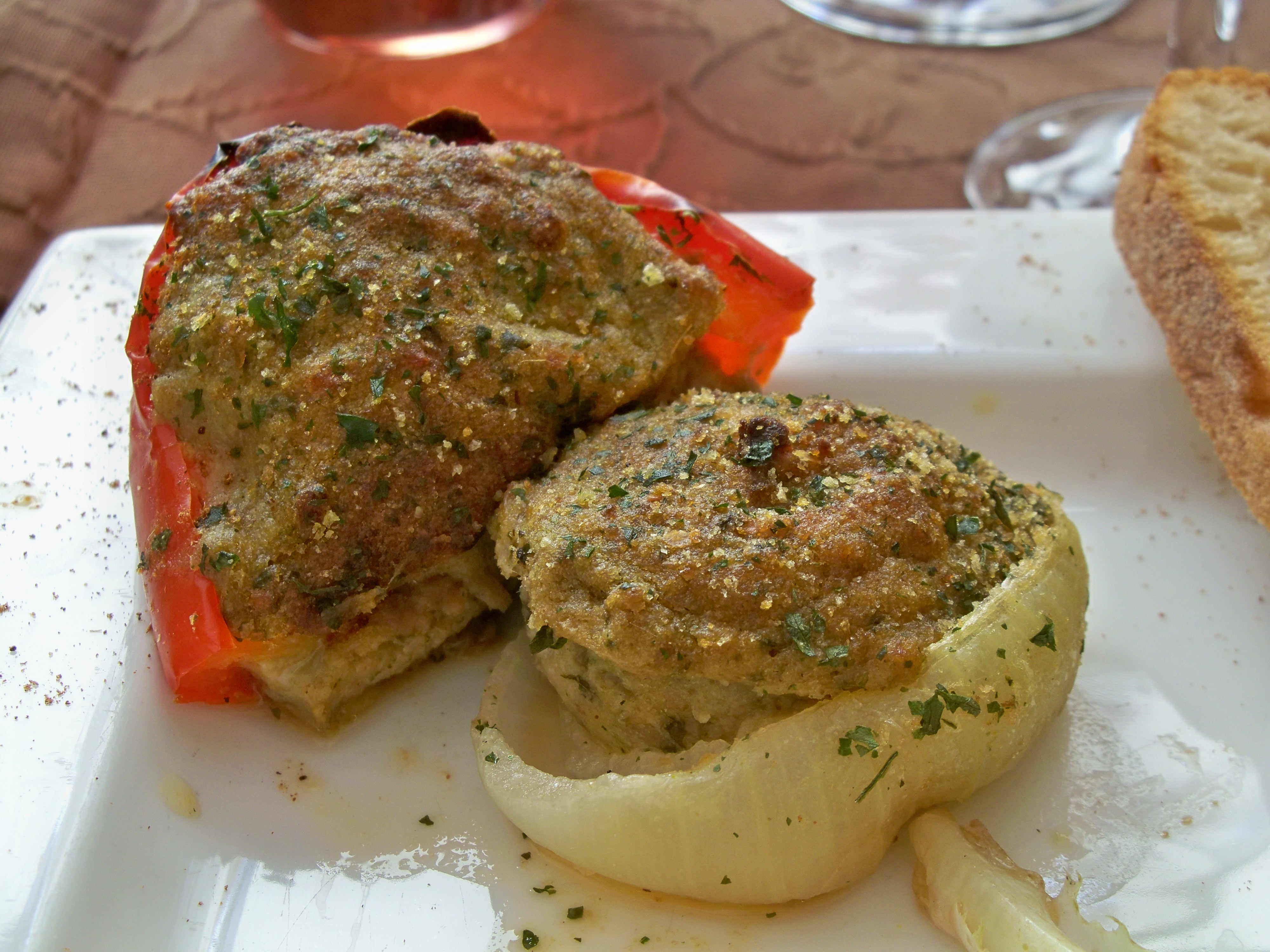
Gefüllte Paprika und gefüllte Zwiebel mit Hackfleischfüllung

Gefüllte Zwiebeln, je nach Art der genutzten Zwiebeln auch Gefüllte Riesenzwiebeln oder Gefüllte Gemüsezwiebeln und französisch als „Oignons farcis“ bezeichnet, sind ein klassisches Gericht der deutschen und internationalen Küche, bei dem ausgehöhlte Zwiebeln mit einer variablen Füllung zubereitet werden. Die Füllung kann dabei unterschiedlich sein, in der Regel wird eine Hackfleischmischung (Farce) oder eine Reis- und Gemüsefüllung verwendet, es gibt jedoch auch Zubereitungsformen mit Stockfisch-, Grünkohl-, Pilz- oder Spinatfüllungen.

## Zubereitung

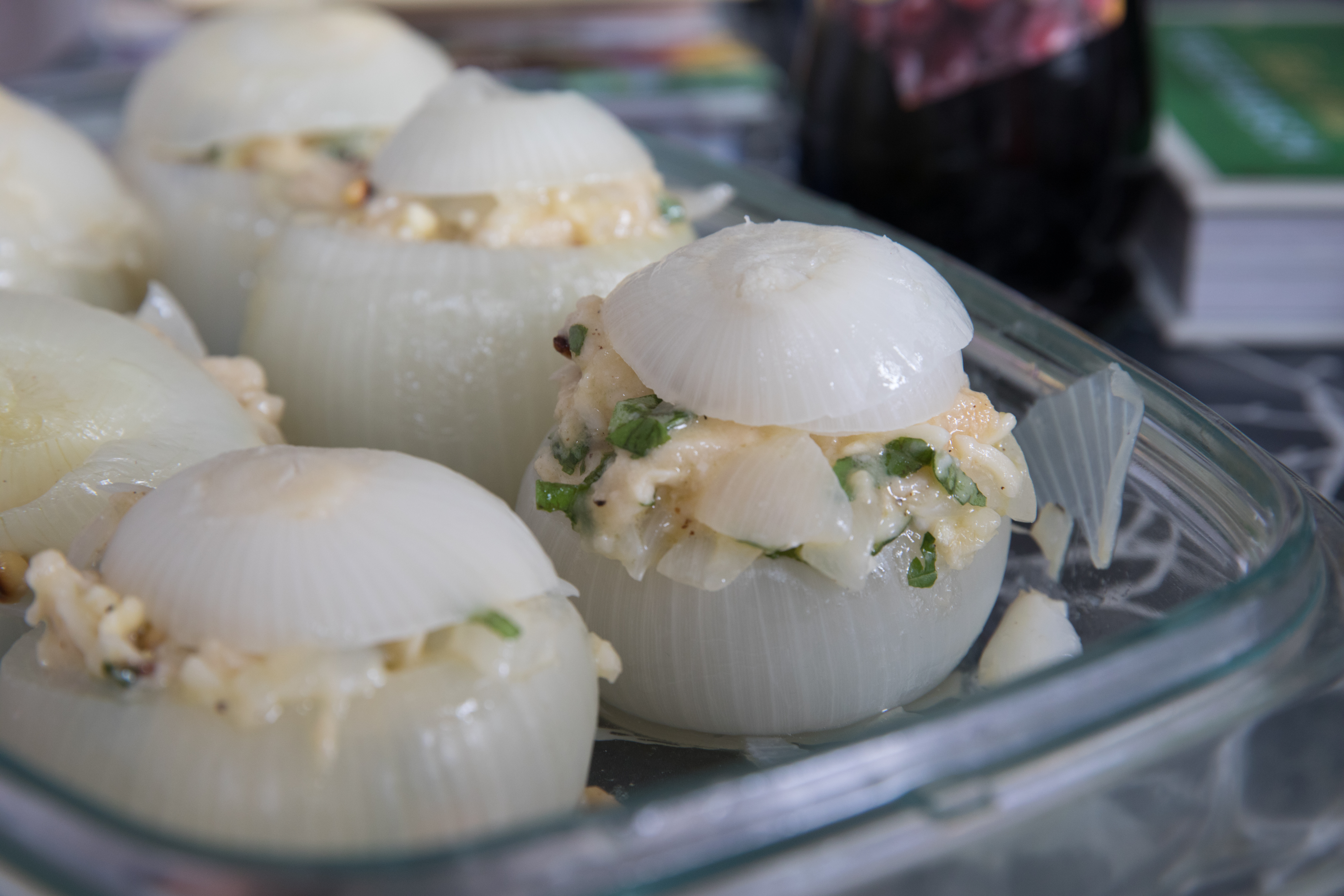
Gefüllte Zwiebeln, roh vor dem Ausbacken

### Füllungen mit Fleischfarce und Hackfleisch

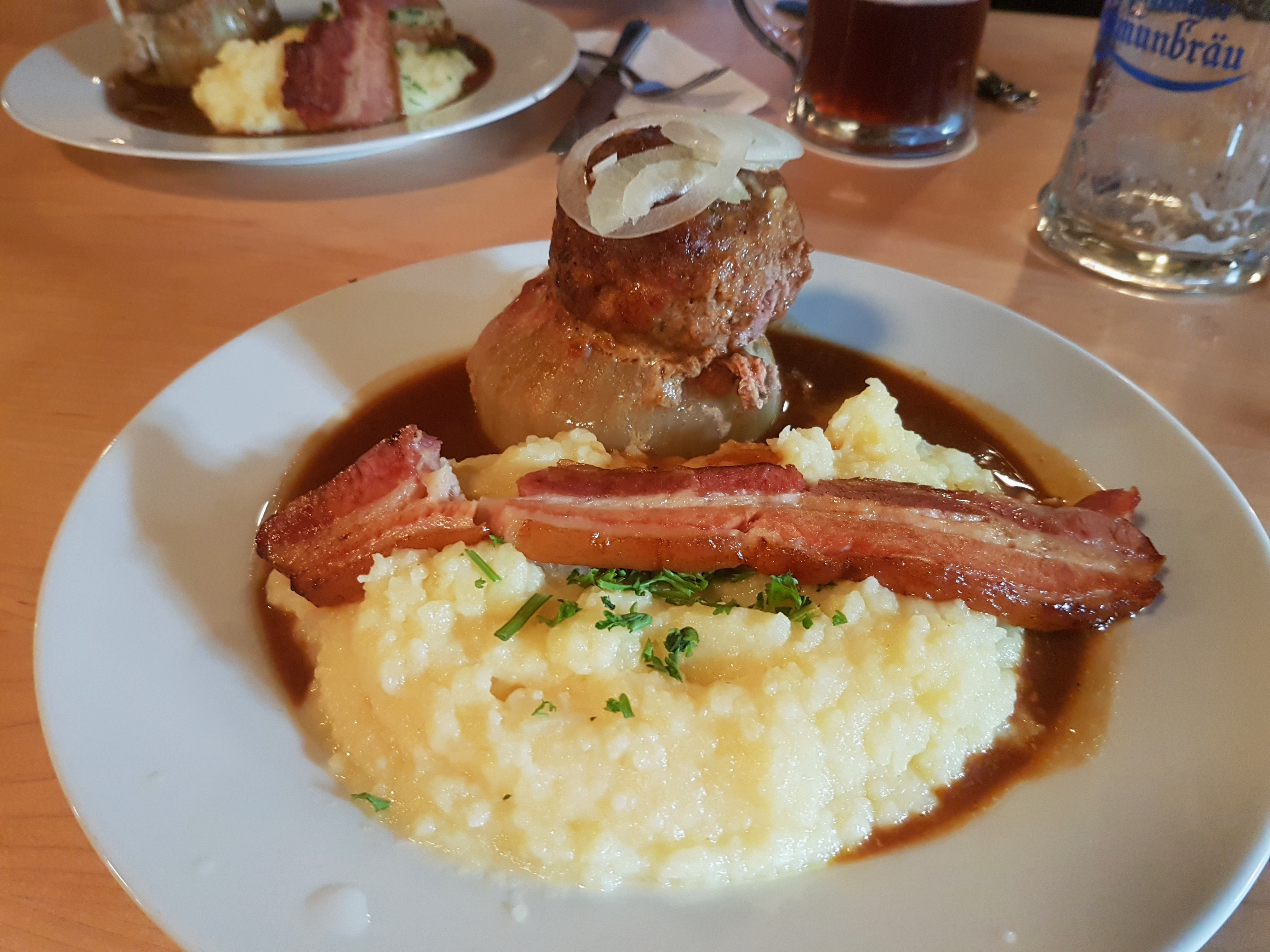
Kulmbacher Bierzwiebel: Gemüsezwiebel gefüllt mit Hackfleisch aus der Backröhre mit Biersoße, Kartoffelstampf und einer Scheibe Räucherbauch

Für die Zubereitung werden Zwiebeln, häufig große Gemüsezwiebeln, von Deckel befreit, ausgehöhlt und anschließend mit einer Farce aufgefüllt. In vielen Standardrezepten besteht diese Füllung aus den gehackten inneren Teilen der Zwiebeln (Pulp) mit Hackfleisch, Gewürzen und weiteren Zutaten. Nach einem Rezept von Henriette Davidis aus der Mitte des 19. Jahrhunderts besteht die Füllung aus einer Fleisch-Farce, die in die hohlen Zwiebeln gefüllt und dann mit den Deckel der Zwiebel abgedeckt sowie mit einem Stäbchen oder einem Faden gefestigt wird. Anschließend werden die Zwiebeln in Butter angeschmort und in einem Sud aus einer Brühe mit Salz, weißem Pfeffer, Nelkenpfeffer, Muskatblüte, Lorbeerblättern, Zitronenscheiben und etwas zerstoßenem Zwieback gedämpft („gestovt“), bis die Zwiebeln weich und die Füllung gar ist. Gereicht werden die Zwiebeln in diesem Fall mit einer sämigen Soße aus dem Sud. Auch das Herings Lexikon der Küche beschreibt die gefüllte Zwiebel mit einer Füllung aus Hackfleisch, dort wird sie mit Paniermehl bestreut und mit Butter im Ofen gegart. Eine mit Hackfleisch oder Bratwurstbrät gefüllte lokale Spezialität sind die Bamberger Zwiebeln in einer Sauce aus Rauchbier.
Variationen bestehen durch die Wahl des Fleisches. So kann beispielsweise auch eine Mischung aus Geflügelleber und Speck fein püriert werden und mit Semmelbröseln, Ei und dem gehackten Zwiebelpulp zu einer Farce verarbeitet und in die Zwiebeln gefüllt werden. Max Inzinger beschreibt in seinem Kochbuch Die gute deutsche Küche die Münsterländer Zwiebeln mit einer Füllung aus Hackfleisch und gehackten Mischpilzen. Als weitere Variante kann das Hackfleisch auch mit ein wenig geräuchtem Seelachs und einem Schuss Whisky vermischt in die Zwiebeln gefüllt werden.

### Füllung mit Fisch
In dem Buch Gute Hausmannskost von Lovica von Pröpper beschrieb diese 1873 ein Rezept für gefüllte Zwiebeln, die nach dem Aushöhlen mit einer Mischung aus gehacktem Stockfisch und Weißbrot, Speck, Salz und Pfeffer, Butter sowie einem Ei gefüllt und anschließend gegart wird.

### Vegetarische Füllungen

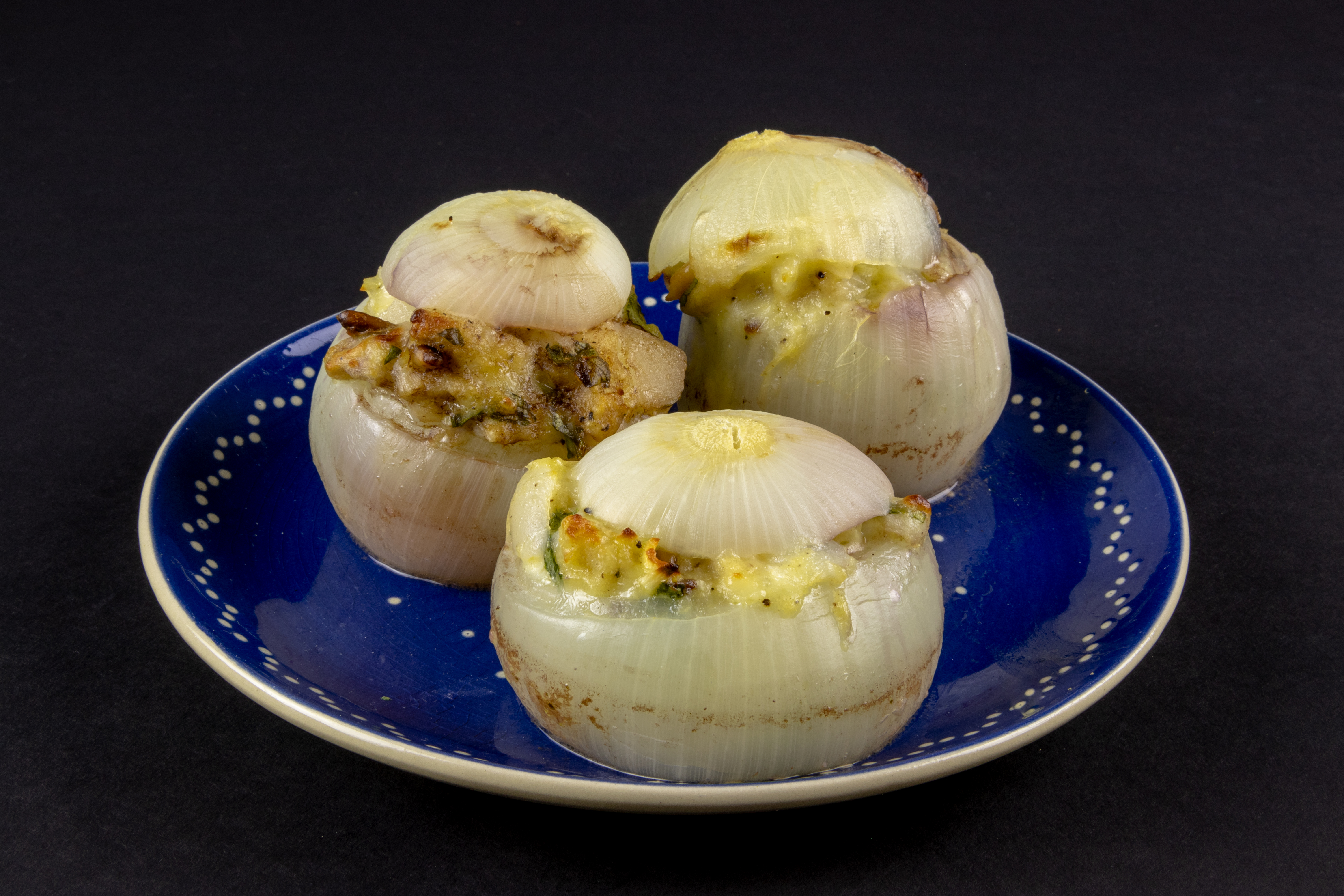
Gefüllte Zwiebeln mit gerösteten Pinienkernen, gehacktem Basilikum, Weißbrotwürfeln, Parmesan und Ei

Die Füllung der Zwiebeln (wie auch die anderer Gemüsesorten) kann auch vegetarisch oder vegan sein. Hierzu werden die Zwiebeln vorgegart und danach ausgehöhlt, aus dem entfernten Inneren wird gemeinsam mit gekochtem Reis und verschiedenen Zutaten wie Rosinen, Kichererbse, Tomaten, Pinienkern sowie verschiedenen Gewürzen und, nach Geschmack, Käse eine Füllung bereitet. Diese wird in die ausgehöhlten Zwiebeln gefüllt, danach werden die Zwiebeln in der Regel im Backofen gebacken. Ähnlich zubereitet werden die „Gefüllten Zwiebeln Florentiner Art“, bei denen die Zwiebeln mit gerösteten Pinienkernen, gehacktem Basilikum, Weißbrotwürfeln, Parmesan und Ei gefüllt werden.
Im Lexikon der Küche wird zudem eine Mischung aus dem gehackten Zwiebelinneren mit einer Duxelles, einer Farce aus fein gehackten Pilzen, und einer Mirepoix, einer Röstgemüsemischung, aufgeführt.
Als Marencic wird eine Variante bezeichnet, bei dem der gehackte Pulp mit püriertem Spinat vermischt, die Mischung mit einer Sauce Mornay nappiert und in die Zwiebel gefüllt wird. Die Zwiebeln werden mit Parmesankäse bestreut und gratiniert.

### Sonstige Füllungen und Varianten
Eine besondere Zubereitung ist ein als Zwiebeln jüdische Art (Oignons á la juive) bezeichnetes Gericht, bei dem die gekochte Zwiebel ausgehöhlt und das gehackte Innere mit gehacktem und in Gänseschmalz geschmortem Grünkohl vermischt und mit dieser Mischung gefüllt wird. Die gefüllten Zwiebeln werden mit Panierbrot und Gänseschmalz bedeckt und gratiniert.
Über die dargestellten Varianten gibt es international zahlreiche weitere Zubereitungsformen für gefüllte Zwiebeln.

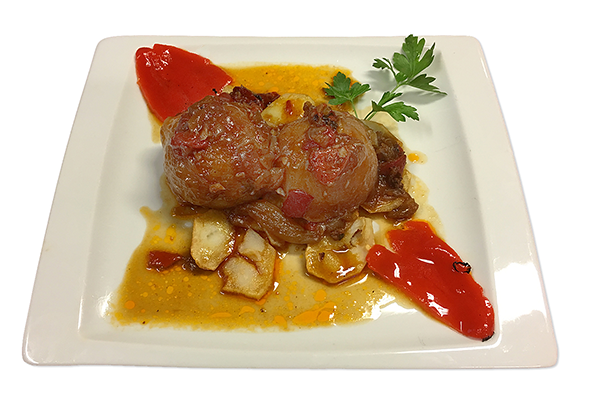
„Cebollas rellenas“ in Spanien
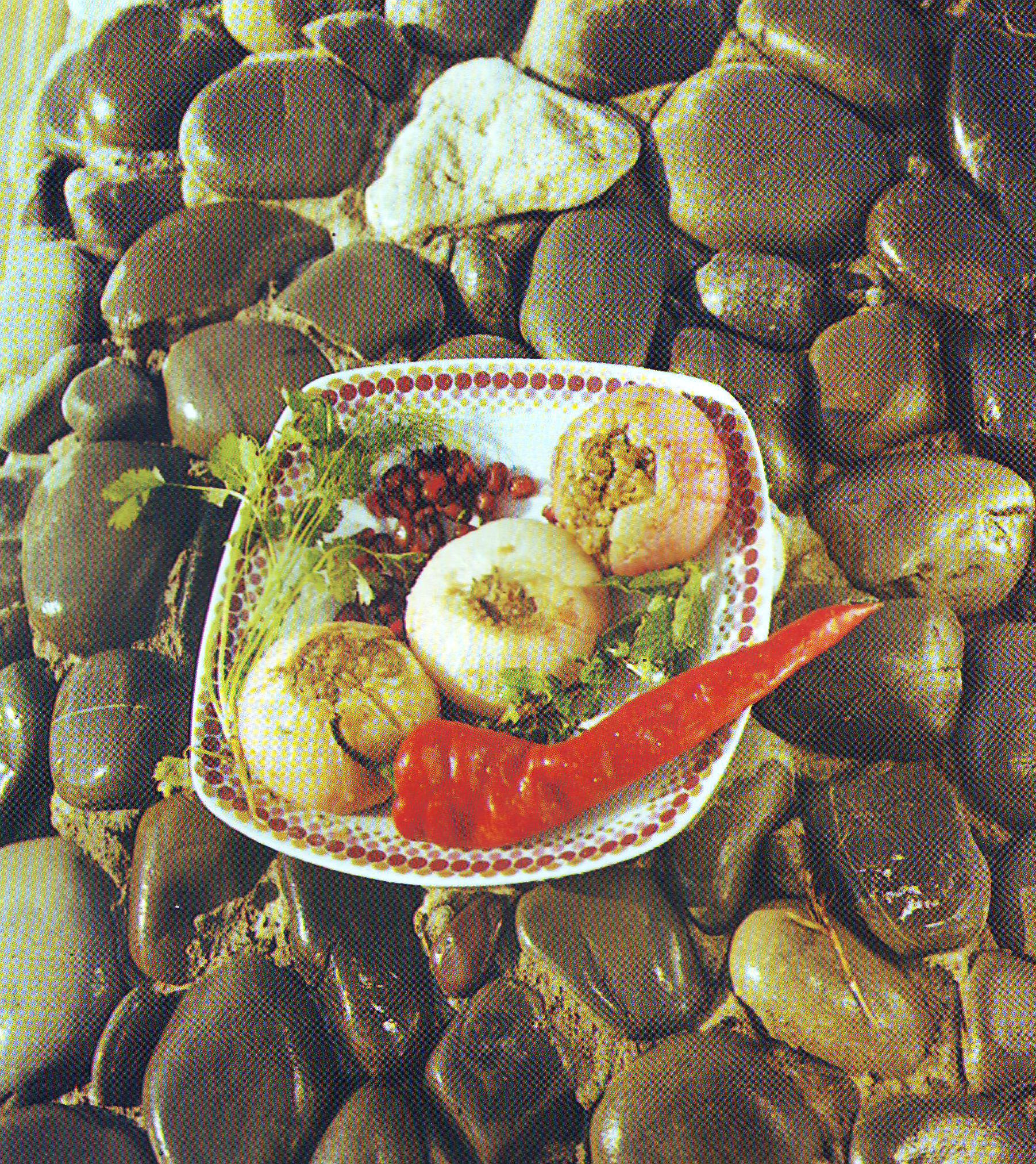
„Soğan dolması“ in Aserbaidschan
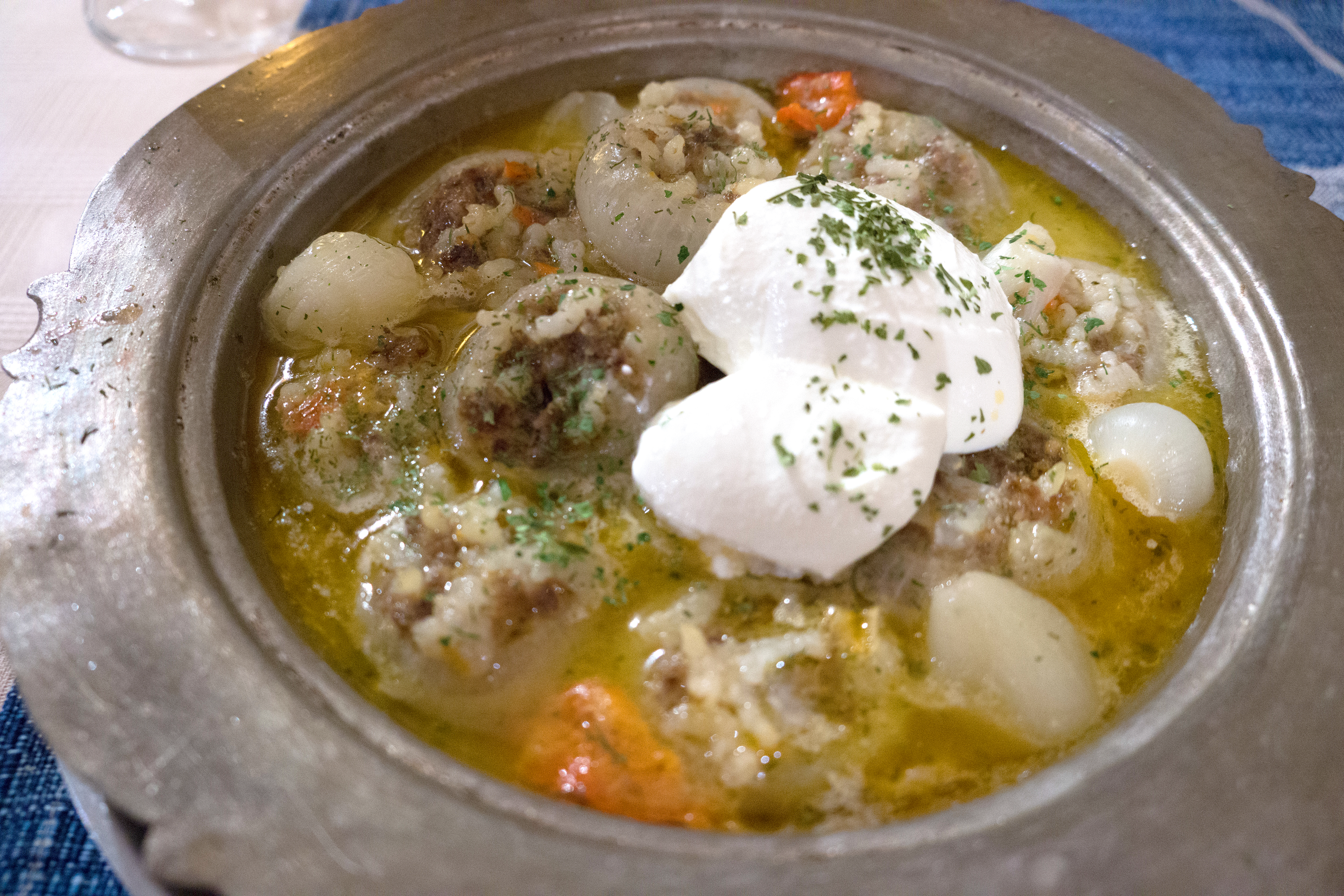
„Sogan-dolma“, gekochte gefüllte Zwiebeln

## Belege
1. 1 2 3 4 5  F. Jürgen Herrmann (Hrsg.): Herings Lexikon der Küche. Fachbuchverlag Pfanneberg, Haan-Gruiten 2012 (Lizenzausgabe Nikol, Hamburg 2016); S. 548. ISBN 978-3-86820-344-8.
2. ↑  „Gefüllte Riesenzwiebeln.“ In: Henriette Davidis: Gute Hausmannskost. Bielefeld 1858, S. 108. (Google Books)
3. ↑  Barbara und Hans Otzen: DDR-Kochbuch. Komet Verlag, Köln o. J.; S. 106–107. ISBN 3-89836-350-3.
4. ↑  „Münsterländer Zwiebeln.“ In: Max Inzinger: Die gute deutsche Küche. Naturalis Verlag, München 1983; S. 130–131. ISBN 3-89836-350-3.
5. ↑  „Gefüllte Zwiebel.“ In: Helmut Haenchen (Hrsg.): Menü - das große moderne Kochlexikon Bd. 4. Bertelsmann, 1985; S. 14.
6. ↑  „Gefüllte Riesenzwiebeln.“ In: Ludovica von Pröpper: Praktisches Kochbuch für die gewöhnliche und feinere Küche. Bielefeld 1873, S. 195. (Google Books)
7. ↑  Jane Baxter, Henry Dimbleby: Leon; Fast Food vegetarisch. DuMont Buchverlag, Köln 2014, ISBN 978-3-8321-9476-5, S. 167–168.
8. ↑  Isabel Martins: Italienische Küche. Compact Verlag, 2010, S. 86. (Google Books)